# Federació Comunista Ibèrica
Federació Comunista Ibèrica (FCI) fou el nom adoptat el juny del 1933 per la Federació Comunista Catalanobalear (FCCB), sota la qual s'agrupà el nucli polític de l'organització de masses del Bloc Obrer i Camperol (BOC). El 1935 s'integrà definitivament en el Partit Obrer d'Unificació Marxista (POUM).